# Trottinette des neiges

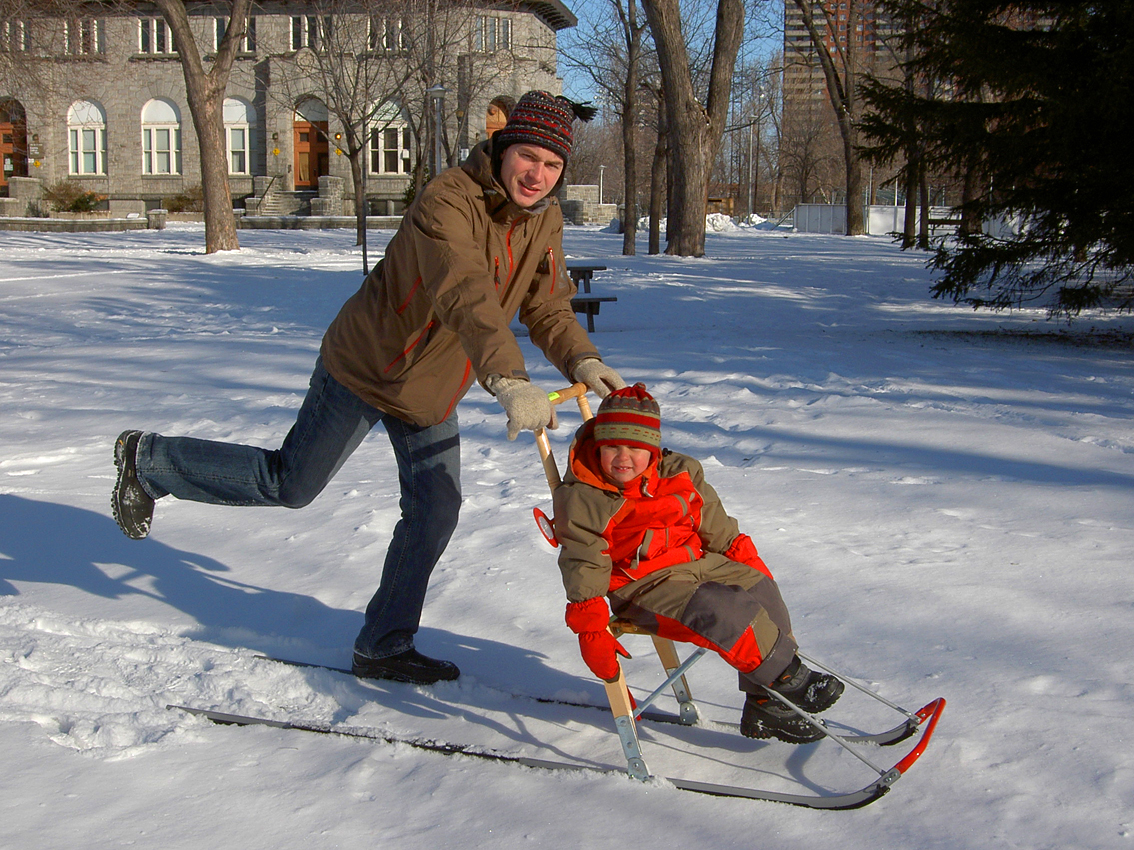
Trottinette des neiges et enfant.

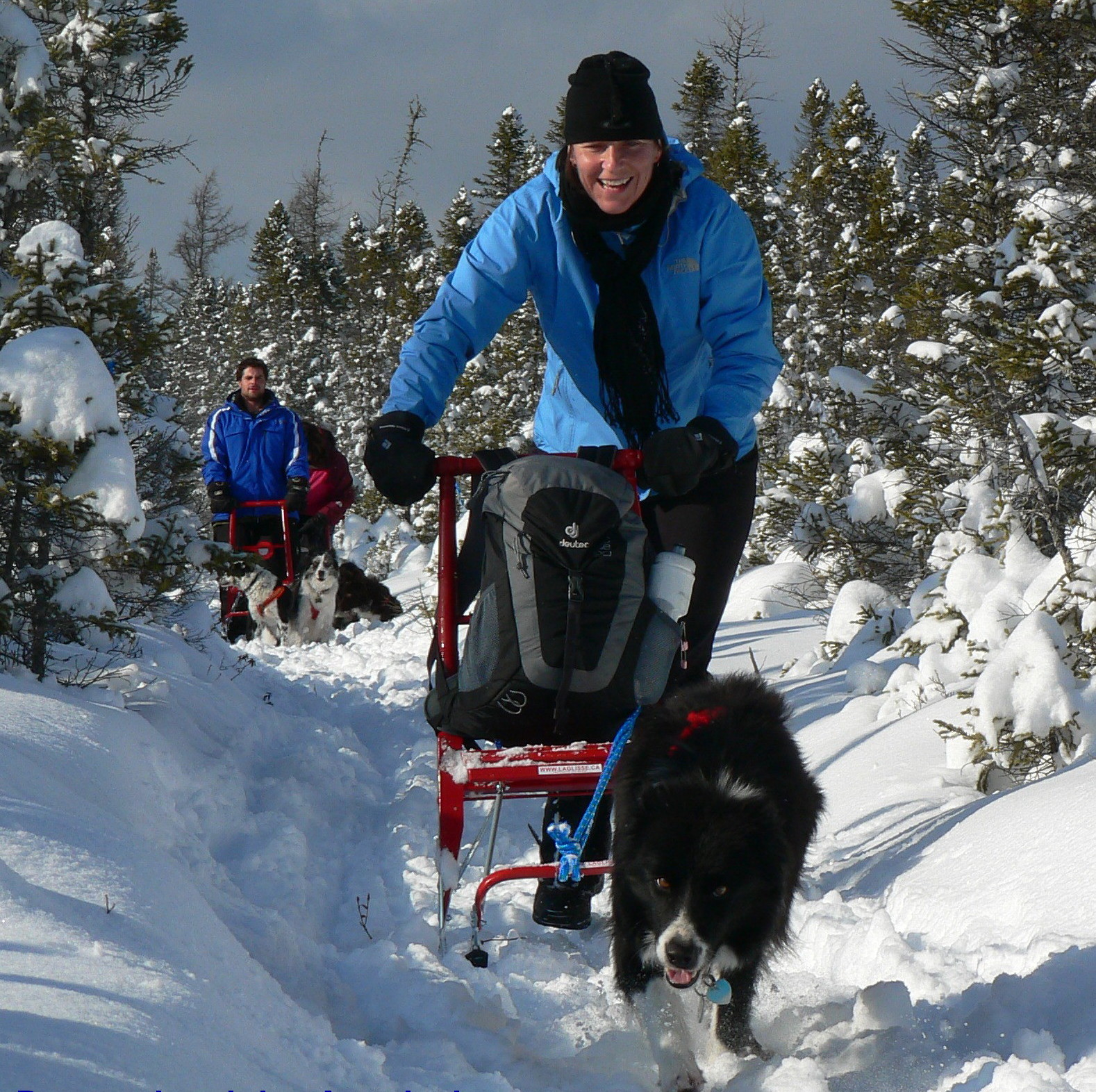
Trottinette des neiges et chien

La trottinette des neiges est un équipement de transport hivernal nordique mais aussi un sport de neige.
Les luges scandinaves (potkukelkka en finnois, sparkstötting en suédois et en norvégien) sont utilisées dans les pays scandinaves depuis plus de 100 ans. On les connaît aussi sous le nom de trottinettes des neiges. Ce sport remplace avantageusement le ski de fond pour ceux qui recherchent plus de stabilité sur la neige. On l'utilise en solo ou en duo avec un enfant assis à l'avant (ou debout à l'arrière). On peut aussi l'utiliser pour faire du traîneau à chien. Elle est très utilisée pour la pêche blanche dans les pays scandinaves.
La trottinette des neiges peut être utilisée pour l’entraînement ou simplement pour les loisirs. Cette activité de plein air exerce les muscles du dos et des cuisses. On utilise la trottinette des neiges sur la neige compactée ou sur la glace des lacs et rivières gelés, sentiers pédestres, sentiers de raquettes ou de motoneiges, routes de campagnes non-déglacés, pistes de ski de fond (pas de patin), patinoires, etc.